# Viktor Blinov
ViKtor Nikolajevitsj Blinov (Russisch: Виктор Николаевич Блинов) (Omsk, 1 september 1945 - Moskou, 9 juli 1968) was een Sovjet-Russisch ijshockeyer. 
Blinov won tijdens de Olympische Winterspelen 1968 de gouden medaille, de editie van 1968 gold ook als wereldkampioenschap.
Blinov speelde 31 interland waarin hij 10 doelpunten maakte.
Blinov overleed aan de gevolgen van een hartaanval in 1968.